# Micha Josef Berdyczewski

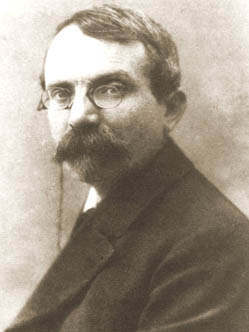
Micha Josef Berdyczewski

Micha Josef Berdyczewski (hebräisch מיכה יוסף ברדיצ'בסקי; alternative Schreibweise Berdichevsky), später auch Micha Josef Bin-Gorion (hebräisch מיכה יוסף בן-גוריון; geboren 27. Julijul. / 8. August 1865greg.  in Medschybisch, Russisches Reich; gestorben 18. November 1921 in Berlin, Deutsches Reich), war ein russisch-deutscher Schriftsteller.

## Leben und Werk
Berdyczewski entstammte einer Reihe chassidischer Rabbiner. Sein Vater war Rabbiner im Schtetl Medschybisch. Als Jugendlicher begann Micha Josef die Schriftsteller der Haskala zu lesen; die Auseinandersetzungen zwischen modernen Ideen und den Kräften des traditionellen Judentums beeinflussten sein Schreiben zeitlebens. Seine erste Ehe (1883–85) endete, als sein Schwiegervater ihm die Lektüre moderner hebräischer Literatur verbieten wollte. Kurz darauf zog er in die Jeschiwa von Waloschyn, wo er ein Jahr lang studierte. Hier begann er seine literarische Karriere und zog sich mit seinen Schriften den Zorn seiner Lehrer zu. Seine ersten Veröffentlichungen waren polemische Artikel, die eher durch lyrische Ausbrüche als durch logisch verbundene Aussagen gekennzeichnet waren – ein Stil, der auch sein späteres Schreiben bestimmen sollte.
1890 zog Berdyczewski von Russland nach Deutschland und lebte zunächst zwei Jahre in Breslau, wo er am dortigen Rabbinerseminar und der Universität studierte. Hier traf er sich oft mit David Frischmann, der den geistigen Horizont und den literarischen Geschmack von Berdyczewski zu erweitern suchte. 1892 zog er nach Berlin, studierte weiterhin religiöse und weltliche Fächer. 
In seinen philosophischen Studien wurde er vor allem von Arthur Schopenhauer beeinflusst. In seinem Artikel Reschut ha-Jachid bead ha-Rabbim („Das Recht des Einzelnen gegenüber der Mehrheit“, 1892) verteidigte er die Ansprüche der individuellen Freiheit und Kreativität gegenüber Anforderungen, die sich aus abstrakten Begriffen wie Tradition, Religion, gesunder Menschenverstand, Geschichte und Ideologie ergeben. 
Nach zweijährigem Studium an der Universität Bern verbrachte Berdyczewski wiederum vier Jahre (1896–1900) in Berlin. Angeregt durch seine Opposition gegen Achad Ha-Am und Theodor Herzl griff er in zahlreichen hebräischen Zeitschriften sämtliche akzeptierten ideologischen Positionen an und forderte eine „Umwertung“ – im Sinne Nietzsches – des Judentums und der jüdischen Geschichte sowie eine Erweiterung des hebräischen literarischen Geschmacks. 1897 erschien in der Zeitschrift Ha-Schiloach eine Debatte zwischen Achad Ha-Am und Berdyczewski. 
1900 heiratete er die Zahnärztin Rahel Ramberg (1879–1955), die seine literarischen Aktivitäten betreute und zusammen mit ihrem Sohn Immanuel Bin-Gorion die Herausgabe der Schriften ihres Mannes nach seinem Tod weiterführte. Eine Reise von einigen Wochen zusammen mit seiner Frau in den russischen Ansiedlungsrayon führte Berdyczewski die harten Realitäten des dortigen jüdischen Lebens vor Augen. Nach einem Aufenthalt in Warschau kehrte er nach Deutschland zurück, lebte 1901–11 in Breslau und den Rest seines Lebens in Berlin, wo er zu Neujahr 1919 die preußische Staatsangehörigkeit erhielt. 

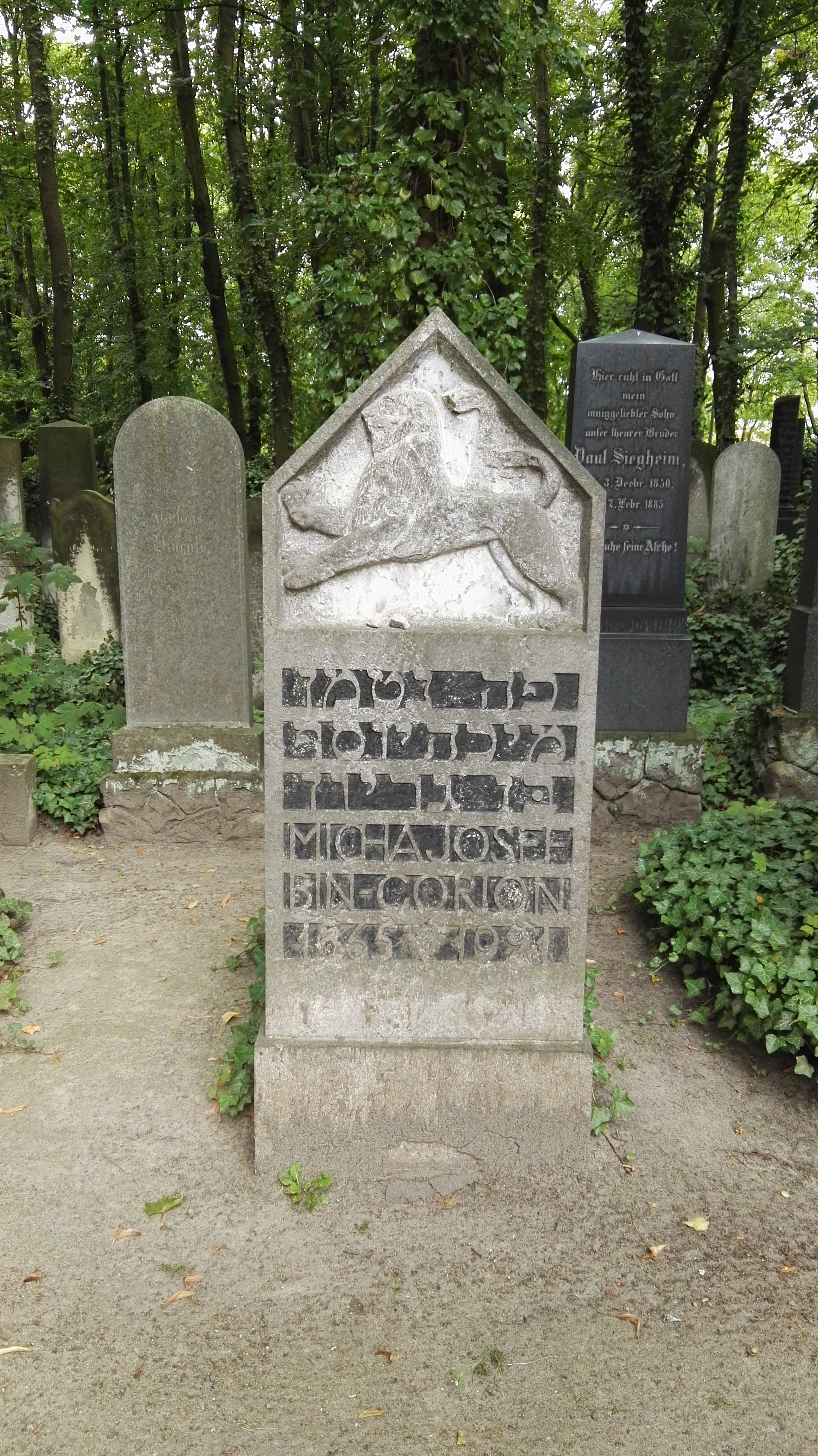
Grab von Micha Josef Bin-Gorion in Weißensee

In Breslau schrieb er zahlreiche Artikel und Geschichten auf Hebräisch und Jiddisch, sammelte rabbinische Legenden, studierte die Ursprünge des Judentums mit Schwerpunkt auf der samaritanischen Tradition und begann die Niederschrift eines unveröffentlichten Tagebuchs auf Deutsch. Die Jahre nach 1914 waren für ihn besonders schwierig: Er war gesundheitlich angeschlagen, unterlag als russischer Bürger Reisebeschränkungen und war tief schockiert, als er nach dem Krieg erfuhr, dass sein Vater in einem Pogrom in Dubowo umgebracht worden war. Trotzdem schrieb er einige seiner bedeutendsten Geschichten nach dem Ersten Weltkrieg, insbesondere seine Novelle Mirjam, die er kurz vor seinem Tod vollendete. Er starb 1921 und liegt auf dem Jüdischen Friedhof Berlin-Weißensee begraben.
Berdyczewikis literarischen Kritiken sind voller Ironie und oft in impressionistischem Stil geschrieben. Führenden Zeitgenossen wie Mendele Moicher Sforim, Chaim Nachman Bialik und Achad Ha-Am brachte er wenig Wertschätzung entgegen, unterstützte jedoch jüngere Schriftsteller wie Josef Chaim Brenner. Seine zahlreichen Erzählungen, über 150 auf Hebräisch, weitere auf Jiddisch und Deutsch, behandeln hauptsächlich zwei Themen: das Leben im jüdischen Schtetl in Osteuropa am Ende des 19. Jahrhunderts und das Leben der osteuropäischen jüdischen Studenten in den Städten Mittel- und Westeuropas. Die Darstellung der osteuropäischen Kleinstädte mit einem jüdischen und einem nichtjüdischen Quartier, die stets durch einen Fluss getrennt werden, symbolisiert oftmals die psychologischen und sozialen Spannungen. Das Leben wird immer wieder als ein Kampf zwischen Schönheit und Hässlichkeit, raffinierter Kultur und Rohheit beschrieben, in dem die Guten und Schönen besiegt werden. Nach 1900 erscheint das Schtetl bei Berdyczewski mehr und mehr als Schauplatz einer Gesellschaft im Griff einer blinden, grausamen Gewalt.
Von 1921 bis 1925 erschienen die gesammelten Werke von Berdyczewski unter dem Titel Kol Kitwe in der 20-bändigen Stybel-Ausgabe.
Der 1955 gegründete Moschaw Sdot Micha in Israel ist nach Micha Josef Berdyczewski benannt.

## Geschichtensammlungen

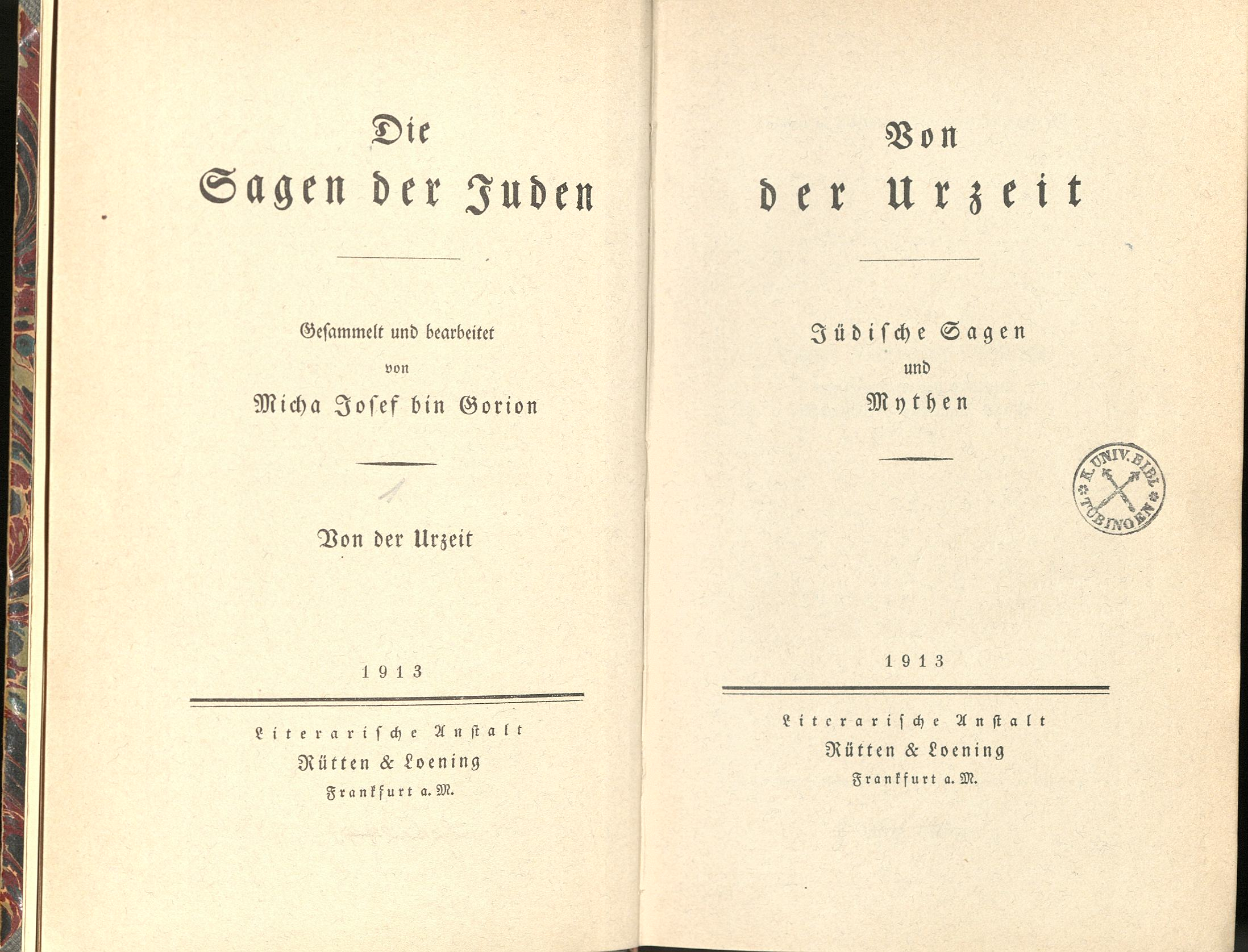
Von der Urzeit (1913)

- Die Sagen der Juden, gesammelt und bearbeitet von Micha Josef Bin Gorion. Die Texte sind verdeutscht von Rahel Ramberg-Berdyczewsky. – Frankfurt a. M, Rütten & Loening 1913–1927 (Ausgabe Berlin 1935, Digitalisat)
  - Band 1 Von der Urzeit. Jüdische Sagen und Mythen. 1913 (Digitalisat)
  - Band 2 Die Erzväter. Jüdische Sagen und Mythen. 1914
  - Band 3 Die zwölf Stämme. Jüdische Sagen und Mythen. 1919
  - Band 4 Mose. Jüdische Sagen und Mythen. 1926
  - Band 5 Juda und Israel. Jüdische Sagen und Mythen. 1927

- Der Born Judas. Legenden, Märchen und Erzählungen. Insel-Verlag, Leipzig 1916–1923
  - Band 1 Von Liebe und Treue.
  - Band 2 Vom rechten Weg.
  - Band 3 Mären und Lehren.
  - Band 4 Weisheit und Torheit.
  - Band 5 Volkserzählungen.
  - Band 6 Kabbalistische Geschichten.

## Weitere Werke
- Die ersten Menschen und Tiere : Auswahl aus den Sagen der Juden. Frankfurt a. M., Rütten & Loening 1917
- Abraham, Isaak und Jakob : Auswahl aus den Sagen der Juden. Frankfurt a. M., Rütten & Loening 1917
- Vom östlichen Judentum. Religiöses, Literarisches, Politisches. Berlin, Löwit 1918
- Vor dem Sturm. Ostjüdische Geschichten. Wien u. Berlin 1919.
- Zwei Generationen. Erzählungen. Wien/Berlin, Löwit 1918
- Eli. Nach d. Schrift neu geordn. v. M(icha) J(osef) bin Gorion. Übers. von Rahel Romberg. Mit 3 Steinzeichnungen v. Lovis Corinth. Leipzig im Insel-Verlag 1919 in 4to (26 × 20,5 cm). Druck des Textes bei Poeschel & Trepte u. der Lithos bei Meißner & Buch, beide in Leipzig. 3 Lithos, dav. das Frontispiz ganzseitig. 34, (2) pp. Druckleitung: E. R. Weiß.
- Nachgelassene Schriften: Sinai und Garizim : über den Ursprung der israelitischen Religion ; Forschungen zum Hexateuch auf Grund rabbinischer Quellen, Berlin, Morgenland-Verlag 1926
- Joseph und seine Brüder. Hrsg. M. J. Bin Gorion. Berlin, Schocken 1933
- Bin-Gorion, Micha Josef: Der Born Judas : Legenden, Märchen und Erzählungen. gesammelt von Micha Josef bin Gorion. Hrsg. und mit einem Nachw. von Emanuel bin Gorion. 1. Aufl.: Wiesbaden: Insel, 1959, erneut: Frankfurt am Main, Jüdischer Verlag 1993; ISBN 3633540741